# 楽釜製麺所

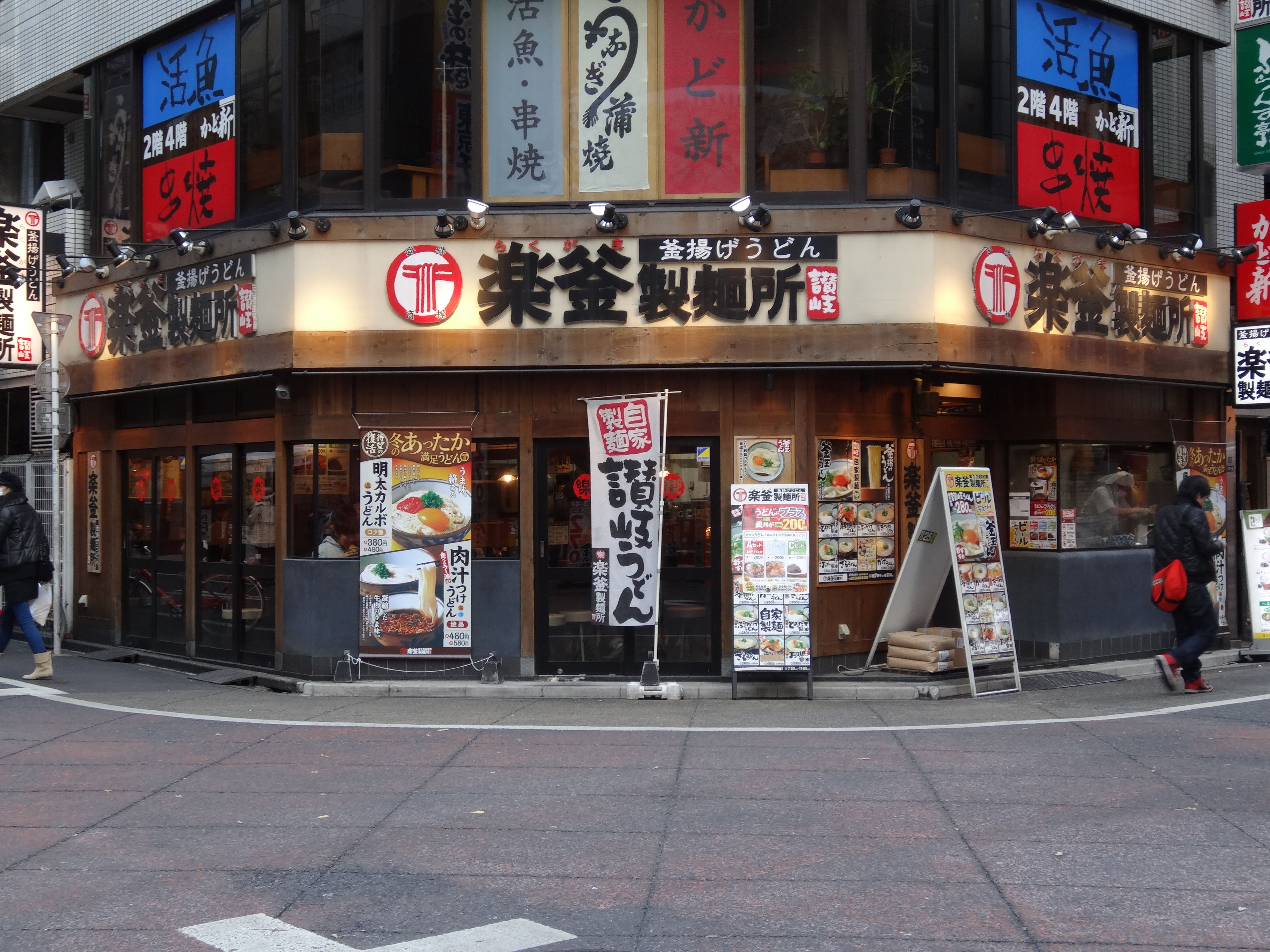
新宿西口直売店

楽釜製麺所（らくがませいめんじょ）は株式会社SANKO MARKETING FOODSが展開していたセルフうどんのチェーンである。

## 概要
他社のうどんチェーンに対抗して三光マーケティングフーズが2009年10月に1号店として新宿西口に出店したのが始まりである。他の讃岐うどんのチェーン店同様に釜揚げうどんを標榜している。
2010年には1都3県に約20店舗を展開したものの、その後は徐々に閉店や他ブランド転換が進み、2019年には2店まで縮小。
新型コロナウイルス感染症の世界的流行 (2019年-)により、2020年10月をもって全店の営業を終了した。

## メニュー
釜揚げうどんの他、「かけ」、「ぶっかけ」、「釜玉」などのうどんメニューと、天ぷら・おにぎりなどのサイドメニューも販売していた。薬味コーナーにはネギ・ショウガ・天かすが、席には七味・すりごま・醤油がそれぞれ備えられていた。かけうどんの出汁はサーバーから好みの量を自由に入れることが出来た。

## 店舗
2020年10月現在、全店舗が閉店となっている。
東京都
- 新宿西口直売店
- 新宿センタービル直売店
- 新宿歌舞伎町直売店
- 新宿靖国通り直売店
- 池袋東口直売店
- 池袋サンシャイン通り直売店
- 渋谷文化村通り直売店
- 代々木駅前直売店
- 信濃町駅前直売店
- 高田馬場駅前直売店
- 上野御徒町直売店
- 御徒町南口直売店
- お茶の水駅前直売店
- 三軒茶屋直売店
- ラパーク瑞江直売店

神奈川県
- 川崎アゼリア直売店
- 鶴見駅東口直売店

千葉県
- 野田山崎直売店

埼玉県
- 大宮すずらん通り直売店
- 大宮東口直売店